# المشتبه (فلم)
المشتبه فيلم إثارة مصري من إنتاج 2009 وبطولة عمرو واكد، بشرى وباسم سمرة.

## قصة الفيلم
تدور أحداثه في إطار ملئ بالإثارة والتشويق حول قاتل غامض يقتل رجل أعمال في حادث سيارة، فتبدأ الشرطة التحقيق في الحادث فتكتشف شخصاً غامضاً يحاول تهديد أم (بشرى) وابنتها، وتصبح الأشخاص في موضع شك واشتباه ليكتشف القاتل في النهاية.
الفيلم يعد التجربة الإخراجية الأولى لمدير الإنتاج محمد حمدي وأول فيلم من نوعية الإثارة للنجمة بشرى، أيضاً ظهر النجم عمرو واكد بشخصيتين (توأم) هما مجدي رجل الأعمال القتيل ومعتز بالشرطة.

## الممثلون
- عمرو واكد
- بشرى
- باسم سمرة
- أحمد راتب
- سوسن بدر
- فريد النقراشي
- أحمد فهمي
- أشرف فاروق

## وصلات خارجية
- مقالات تستعمل روابط فنية بلا صلة مع ويكي بيانات